# Kriegskosten
Kriegskosten sind alle durch einen Krieg, im Vergleich zum Friedensetat, einem Staat entstehenden Mehrkosten.
Das betrifft hauptsächlich Ausgaben für die Mobilmachung, die Unterhaltung der Streitkräfte und die Demobilisierung. Als Entschädigung pflegte der Sieger von dem besiegten Staate eine den Kriegskosten wenigstens gleiche, meistens aber höhere Kriegskontribution als eine der Friedensbedingungen zu fordern. Die dem Sieger selbst entstandenen Schäden des Krieges werden zudem durch Reparationen ebenfalls dem Verlierer aufgebürdet.
Die Kriegskosten betrugen beispielsweise im Deutschen Krieg 1866 für Preußen 282 Millionen Mark, im Deutsch-Französischen Krieg 1870/71 für Deutschland 1,024 Milliarden Mark. Frankreich musste aber an Kriegskosten und Reparationen drei Milliarden Goldmark an das Deutsche Reich zahlen.